# Vetrová skala
Vetrová skala (t. Popriečny vrch; 1024 m n.p.m.) – najwyższy szczyt masywu Popriečnego – wschodniej części pasma górskiego Wyhorlat. Drugi co do wysokości szczyt całego pasma Wyhorlatu.
Przez szczyt przebiega granica słowacko-ukraińska (słupek graniczny nr 202).